# Port lotniczy Sao Vàng
Port lotniczy Sao Vàng (wiet. Sân bay Sao Vàng lub Cảng hàng không Sao Vàng) – międzynarodowy port lotniczy położony 45 km na północ od Thanh Hóa. Jest drugim co do wielkości portem lotniczym Wietnamu.